# World Doubles Championships 1986
Il World Doubles Championships 1986 è stato un torneo di tennis femminile che si è giocato a Nashville negli USA dal 28 al 30 marzo su campi in sintetico indoor. È stata la 12ª edizione del torneo.

## Campionesse

### Doppio
Barbara Potter /  Pam Shriver hanno battuto in finale  Kathy Jordan /  Elizabeth Smylie con il punteggio di 6–4, 6–3